# Arionidae
Arionidae é uma família de lesmas terrestres pertencente à ordem Pulmonata.

## Gêneros
- Anadenulus Cockerell, 1890
- Ariolimax Mörch, 1859
- Arion Férussac, 1819
- Carinacauda Leonard, Chichester, Richart & Young, 2011
- Geomalacus Allman, 1843
- Gliabates Webb, 1959
- Hemphillia Bland & Binney, 1872
- Hesperarion Simroth, 1891
- Letourneuxia Bourguignat, 1866
- Magnipelta Pilsbry, 1953
- Prophysaon Bland & W. G. Binney, 1873
- Securicauda Leonard, Chichester, Richart & Young, 2011
- Udosarx Webb, 1959
- Zacoleus Pilsbry, 1903